# Дитрих II фон Марк
Дитрих II фон Марк (на немски: Dietrich II von der Mark * 1374, † 14 март 1398) от Дом Ламарк е граф на Марк от 1393 до 1398 г., също фогт на манастирите в Есен и Ферден.
Той е вторият син на граф Адолф III фон Марк и Маргарета от Юлих († 1425), дъщеря на граф Герхард фон Берг.
През 1393 г. той получава от баща си графство Марк.  Дитрих умира през 1398 г. в конфликт. Гробът му се намира манастирската църква на Дортмунд-Хьорде. Графството Марк поема по-големия му брат Адолф IV и така обединява графствата Клеве и Марк в персоналунион.